# Augsburger Straße
Augsburger Straße is een station van de metro van Berlijn, gelegen onder Nürnberger Straße, nabij de kruising met de Augsburger Straße, in het Berlijnse stadsdeel Charlottenburg. Het metrostation werd toegevoegd aan een reeds bestaande lijn en kwam in gebruik op 8 mei 1961. Tegenwoordig maakt het station, dat de monumentenstatus bezit, deel uit van lijn U3.
De U3, vroeger bekend als Wilmersdorf-Dahlemer U-Bahn, liep al sinds 1913 onder de Nürnberger Straße, maar een station was er op de huidige locatie niet. Wel bevond zich ongeveer 200 meter naar het zuidwesten het metrostation Nürnberger Platz. Toen men in de jaren 1950 de nieuwe metrolijn G, de huidige U9, aanlegde, werd een overstapstation nodig op de plek waar deze de lijn naar Dahlem kruiste. Bij de samenkomst van de Spichernstraße en de Bundesallee bouwde men daarom een nieuw station met de naam Spichernstraße. Toen dit station op 2 juni 1959 in dienst kwam, werd het te nabijgelegen station Nürnberger Platz gesloten. Hierdoor was er op de huidige U3 een voor de binnenstad te grote stationsafstand van ruim 1100 meter ontstaan; om dit te compenseren voegde men tussen Spichernstraße en Wittenbergplatz een nieuw station in: Augsburger Straße. Teneinde zo weinig mogelijk in de bestaande tunnel in te grijpen (de treinen bleven tijdens de bouw rijden) werd het station uitgerust met zijperrons.
Architect Bruno Grimmek hield het ontwerp van station Augsburger Straße eenvoudig en functioneel. De wanden werden bekleed met oranje tegels, kenmerkend voor de stijl van Grimmek, die vaak pasteltinten toepaste. Aan beide uiteinden van de perrons leiden uitgangen naar de Nürnberger Straße, ter hoogte van de Augsburger Straße respectievelijk de Eislebener Straße. Ondanks zijn centrale ligging kent het metrostation slechts een beperkt aantal reizigers.